# Rovaeanthus suffrutescens
Rovaeanthus suffrutescens là một loài thực vật có hoa trong họ Thiến thảo. Loài này được (Brandegee) Borhidi mô tả khoa học đầu tiên năm 2004.